# Conothele chinnarensis
Espèce
Conothele chinnarensis est une espèce d'araignées mygalomorphes de la famille des Halonoproctidae.

## Distribution
Cette espèce est endémique du Kerala en Inde,. Elle se rencontre dans le district d'Idukki.

## Description
La femelle holotype mesure 36,16 mm.

## Étymologie
Son nom d'espèce, composé de chinnar et du suffixe latin -ensis, « qui vit dans, qui habite », lui a été donné en référence au lieu de sa découverte, le sanctuaire de faune de Chinnar.

## Publication originale
- Sunil Jose, 2021 : « A new species of the trapdoor spider genus Conothele Thorell, 1878 (Araneae: Halonoproctidae) from Western Ghats, Kerala, India. » Zoological Systematics, vol. 46, no 3, p. 258-263.